# Модулна библиотека за аудио разпознаване
Модулна библиотека за аудио разпознаване (на английски: Modular Audio Recognition Framework, MARF) се състои от изследователска платформа и колекция от алгоритми за обработка и образно разпознаване на текст, реч, звук и т.н. и обработка на естествения език, написан на Java и устроен в модулна и разширима структура, която се опитва да облекчи прибавянето на нови алгоритми, плагини и модули. MARF може да служи като библиотека в приложение или може да се използва като източник за обучение и разширение. Няколко съпровождащи го приложения са представени като илюстрация за възможностите на библиотеката и как да се използва. Също така има достатъчно детайлен справочник и описание на програмния интерфейс под формата на Javadoc. MARF и неговите приложения са публикувани под лиценза BSD.